# Сен-Жермен-Сурс-Сен
Сен-Жерме́н-Сурс-Сен (фр. Saint-Germain-Source-Seine) — бывшая коммуна во Франции, находилась в регионе Бургундия. Департамент коммуны — Кот-д’Ор. Входила в состав кантона Венаре-Ле-Лом. Округ коммуны — Монбар. 1 января 2009 года была объединена с коммуной Блессе в коммуну Сурс-Сен.
Код INSEE коммуны — 21551.

## Население
Население коммуны на 2006 год составляло 28 человек.
| 1962 | 1968 | 1975 | 1982 | 1990 | 1999 | 2006 |
| ---- | ---- | ---- | ---- | ---- | ---- | ---- |
| 48   | 52   | 41   | 38   | 35   | 29   | 28   |